# Championnats d'Afrique de cyclisme sur route 2023
Navigation
Championnats d'Afrique 2022 Championnats d'Afrique 2024
Les Championnats d'Afrique de cyclisme sur route 2023 ont lieu du 8 au 13 février 2023 à Accra au Ghana.
La compétition qui comprend également les Championnats d'Afrique de paracyclisme sert également de préparation aux Jeux africains de 2023 se tenant au Ghana. Néanmoins ces derniers ont été reportés en mars 2024.
Il s'agit d'une des épreuves qualificatives pour les Jeux olympiques d'été de 2024. Les pays vainqueurs des courses en ligne élites, ainsi que les pays classés 2e sur celle-ci, se voient en effet attribuer automatiquement une place pour l'épreuve correspondante.
L'Afrique du Sud n'a pas pu participer à ces championnats d'Afrique parce qu'ils avaient été reportés d'un mois et que la nouvelle date était en conflit avec ses propres championnats nationaux.

## Podiums masculins
| Élites                       |                                                                       |                                                                               |                                                                                 |
| Course en ligne              | Henok Mulubrhan                                                       | Yacine Hamza                                                                  | Achraf Ed Doghmy                                                                |
| Contre-la-montre             | Charles Kagimu                                                        | Moïse Mugisha                                                                 | Henok Mulubrhan                                                                 |
| Contre-la-montre par équipes | Algérie Nassim Saidi Azzedine Lagab Hamza Amari Hamza Mansouri        | Érythrée Nahom Zerai Henok Mulubrhan Milkias Kudus Aklilu Arefayne            | Rwanda Renus Byiza Uhiriwe Jean Bosco Nsengimana Etienne Tuyizere Moïse Mugisha |
| Espoirs                      |                                                                       |                                                                               |                                                                                 |
| Course en ligne              | Renus Byiza Uhiriwe                                                   | Aklilu Arefayne                                                               | Hamza Amari                                                                     |
| Contre-la-montre             | Kiya Rogora                                                           | Aklilu Arefayne                                                               | Hamza Amari                                                                     |
| Juniors                      |                                                                       |                                                                               |                                                                                 |
| Course en ligne              | Riad Bakhti                                                           | Anes Riahi                                                                    | Achraf El Kurymy                                                                |
| Contre-la-montre             | Djaoued Nhari                                                         | Lawrence Lorot                                                                | Nasrallah Essemiani                                                             |
| Contre-la-montre par équipes | Algérie Riad Bakhti Nasrallah Essemiani Bachir Chennafi Djaoued Nhari | Maroc Youssef Elgharysy El Mahdi El Aarbaoui Saad Ait Akbour Achraf El Kurymy | Maurice Jérémy Raboude Samuel Quevauvilliers Gaël André Noah Ong Tone           |

## Podiums féminins
| Élites                       |                                                                                                   |                                                                  |                                                            |
| Course en ligne              | Ese Lovina Ukpeseraye                                                                             | Awa Bamogo                                                       | Lucie de Marigny-Lagesse                                   |
| Contre-la-montre             | Aurélie Halbwachs                                                                                 | Valantine Nzayisenga                                             | Kimberley Le Court de Billot                               |
| Contre-la-montre par équipes | Maurice Lucie de Marigny-Lagesse Aurélie Halbwachs Raphaëlle Lamusse Kimberley Le Court de Billot | Namibie Anri Krugel Courtney Liebenberg Vera Looser Melissa Hinz | Rwanda Xaverine Nirere Valantine Nzayisenga Diane Ingabire |
| Espoirs                      |                                                                                                   |                                                                  |                                                            |
| Course en ligne              | Diane Ingabire                                                                                    | Xaverine Nirere                                                  | Nesrine Houili                                             |
| Contre-la-montre             | Nesrine Houili                                                                                    | Diane Ingabire                                                   | Raja Chakir                                                |
| Juniors                      |                                                                                                   |                                                                  |                                                            |
| Course en ligne              | Malak Mechab                                                                                      | Hosna Bellili                                                    | Alemu Keno                                                 |
| Contre-la-montre             | Siham Bousba                                                                                      | Malak Mechab                                                     | Alemu Keno                                                 |
| Contre-la-montre par équipes | Algérie Soulef Silmi Siham Bousba Hosna Bellili Malak Mechab                                      | Éthiopie Keno Disasa Tseige Yigezu                               | Non attribué                                               |

## Podium mixte
| Élites                       | | | |
| Contre-la-montre par équipes | Maurice Aurélie Halbwachs Raphaëlle Lamusse Kimberley Le Court de Billot Alexandre Mayer Gregory Mayer Christopher Lagane | Rwanda Etienne Tuyizere Samuel Niyonkuru Eric Muhoza Valantine Nzayisenga Diane Ingabire Xaverine Nirere | Burkina Faso Awa Bamogo Pascaline Dambinga Issouf Ilboudo Vincent Mouni Bachirou Nikiema Lamoussa Zoungrana |

## Tableaux des médailles
| Rang  | Nation       | Or | Argent | Bronze | Total |
| ----- | ------------ | -- | ------ | ------ | ----- |
| 1     | Algérie      | 8  | 4      | 4      | 16    |
| 2     | Maurice      | 3  | 0      | 3      | 6     |
| 3     | Rwanda       | 2  | 4      | 2      | 8     |
| 4     | Érythrée     | 1  | 4      | 1      | 6     |
| 5     | Éthiopie     | 1  | 1      | 2      | 4     |
| 6     | Ouganda      | 1  | 1      | 0      | 2     |
| 7     | Nigeria      | 1  | 0      | 0      | 1     |
| 8     | Maroc        | 0  | 1      | 3      | 4     |
| 9     | Burkina Faso | 0  | 1      | 1      | 2     |
| 10    | Namibie      | 0  | 1      | 0      | 1     |
| Total | Total        | 17 | 17     | 16     | 50    |